# Bolt Thrower
Bolt Thrower foi uma banda de death metal britânica de Coventry, formada em 1986. O nome da banda veio de uma arma de um jogo de estratégia chamado Warhammer 40.000, um wargame de miniaturas. As letras do segundo, terceiro e sétimo álbum deles foram baseadas nesse jogo e no Warhammer Fantasy Battles. As letras de suas músicas geralmente tratam da guerra e de suas consequências.
O Bolt Thrower foi um grupo muito conhecido no underground do metal extremo por ser uma das primeiras bandas de Death Metal a surgir (primeira na Inglaterra) e por um som muito cunhado no estilo de Grindcore e Death Metal. Devido a seu som muito consistente, denso e com poucas mudanças de ritmo, a banda é facilmente diferenciada tendo seu estilo próprio dentro do metal. O site Loudwire colocou o Bolt Thrower em sua lista das "10 bandas que nunca fizeram um disco ruim".
Eles estavam preparando um novo disco  em junho 2008 mas ficaram insatisfeitos com o que haviam escrito e desistiram. Em um comunicado, disseram que não iriam lançar o álbum, a menos que ficassem convencidos de que seria pelo menos no nível de seu antecessor, Those Once Loyal, e como resultado quaisquer planos para gravar foram "adiados indefinidamente". A última formação do Bolt Thrower foi composta por Karl Willetts na voz, Barry Thomson e Gavin Ward nas guitarras, Jo Bench no baixo e Martin Kearns na bateria: após a morte de Kearns em 2015, a banda encerrou as atividades oficialmente no ano seguinte.

## Integrantes
Formação final
- Karl Willetts — Voz (1987-1994, 1997-1998, 2004-2016)
- Barry Thompson — Guitarra (1986-2016)
- Gavin Ward — Guitarra (1987-2016), Baixo (1986-1987)
- Jo-Anne Bench — Baixo (1987-2016)
- Martin "Kiddie" Kearns — Bateria (1994-1997, 1999-2015)

Ex-membros
- Andrew Whale —  bateria (1986-1994)
- Alan West —  voz (1986-1987)
- Alex Tweedy —  baixo (1987)
- Martin van Drunen —   voz (1994-1997)
- Dave Ingram —  voz (1997, 1998-2004)
- Alex Thomas —  bateria (1997-1999)